# Chave de braço (judô)
Chave de braço (pré-AO 1990: Chave-de-braço) é um golpe que faz parte da shime-waza (em japonês:  絞技; lit. técnicas de constrição) da ne-waza (lit. técnicas de solo), que estrangula o oponente, e o leva à inconsciência ou até a morte.

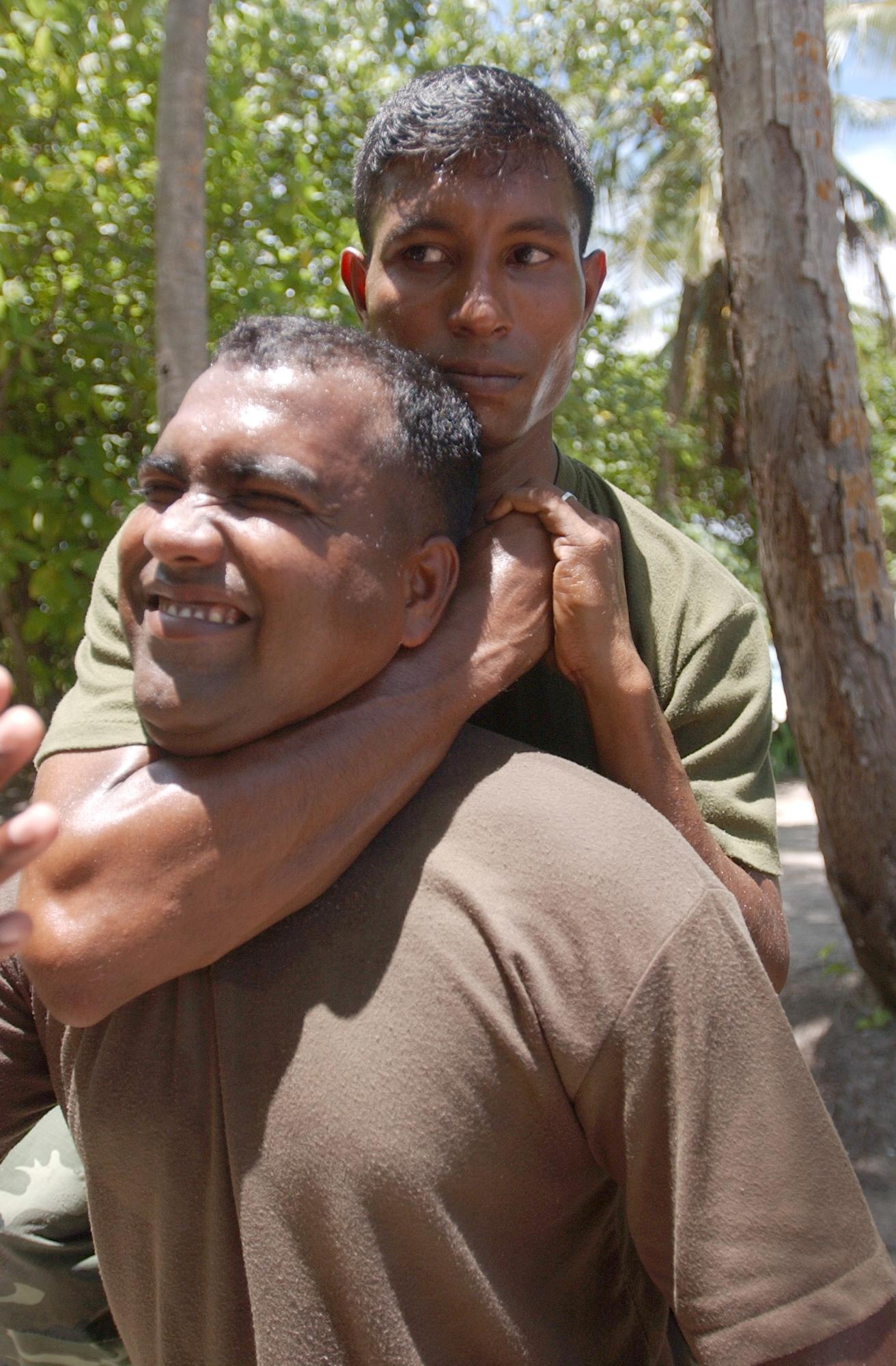
A contenção de pescoço lateral vascular neck é uma chave-de-braço muito potente.

Chaves-de-braço são praticadas e usadas em artes marciais, desportos de combate, defesa pessoal, polícia e na aplicação de combate militar corpo-a-corpo. Elas são geralmente consideradas superiores comparadas ao estrangulamento manual de força bruta, o qual usualmente requerer uma grande disparidade em força física para ter efeito.
Ao invés de simplesmente usar os dedos ou braços para tentar quebrar o pescoço, chaves-de-braço efetivamente usam uma alavanca como imobilização figure-four ou imobilização de colarinho, que utiliza roupas para auxiliar no estrangulamento. Dependendo da reação da vítima, pode comprimir a passagem de ar, interferir com o fluxo de sangue no pescoço, ou servir como uma combinação dos dois.